# True Love (DEEPの曲)
「True Love」（トゥルー・ラブ）は、DEEPの7枚目のシングル。2011年12月14日にrhythm zoneから発売された。

## 概要
- 前作の｢君じゃない誰かなんて〜Tejina〜」から約2か月後のシングルである。
- 「CD+DVD」「CDのみ」「mu-moショップ＆LDH mobile限定ワンコイン盤（CDのみ）」の3形態で発売。なお、ワンコイン盤は「mu-moショップ」、「LDH mobile」のみで購入出来る[1]。
- CDのみの方には「白いマフラー（Piano ver.）」をSpecial Trackとして収録。
- 初回特典として「全国イベント共通参加券」が封入された。

## 収録曲
CD
1. True Love [4:59]
作詞：YUICHIRO、作曲・編曲：藤本和則
2. Tears [4:48]
作詞・作曲・編曲：Yuuki Odagiri
3. 白いマフラー（Piano ver.） [6:07]
4. True Love (Instrumental)
5. Tears (Instrumental)

DVD
1. True Love (Video Clip)
2. DEEP LIVE HOUSE TOUR 2011 “LOVE STORY” Document Movie @P×9cafe（大阪）